# Marcin Wieczorek
Marcin Janusz Wieczorek – polski chemik, doktor habilitowany nauk ścisłych i przyrodniczych.

## Życiorys
Jest absolwentem Uniwersytetu Jagiellońskiego, w 2007 r. obronił pracę doktorską pt. Teoretyczne i praktyczne aspekty nowej strategii kalibracyjnej w chemii analitycznej, której promotorem był prof. Paweł Kościelniak, w 2020 r. habilitował się na podstawie pracy zatytułowanej Zaawansowane metody kalibracyjne w analizie przepływowej. Został zatrudniony na Uniwersytecie Jagiellońskim.
Jest członkiem Zespołu Analityki Środowiskowej i Przemysłowej, Komitetu Chemii Analitycznej PAN.